# 巴季基夫 (拉季維利夫區)
50°6′17″N 25°18′11″E / 50.10472°N 25.30306°E
巴季基夫（烏克蘭語：Батьків），是烏克蘭西北部的村莊，隸屬里夫內州的杜布諾區。該村面積1.12平方公里，海拔高度232米，2001年人口1,562，人口密度每平方公里528.3人。